# The Joe Satriani EP
The Joe Satriani EP je úplně první album amerického rockového kytaristy Joe Satrianiho, vydané v roce 1984. Nejedná se o normální studiové album, ale o EP.

## Seznam skladeb
1. „Talk to Me“ – 3:30
2. „Dreaming Number Eleven“ – 3:40
3. „Banana Mango“ – 2:42
4. „I Am Become Death“ – 3:54
5. „Saying Good-Bye“ – 2:52